# Pseudomyrmex coruscus
Pseudomyrmex coruscus  (лат.) — ископаемый вид древесных муравьёв рода Pseudomyrmex из подсемейства Pseudomyrmecinae (Formicidae). Миоценовый доминиканский янтарь (возраст от 16 до 20 млн лет).

## Распространение
Северная Америка, остров Гаити (Карибское море): Доминиканская Республика. Миоцен.

## Описание
Среднего размера муравьи. Длина головы рабочих (HL) 0,87 мм, ширина головы (HW) 0,68 мм, длина скапуса усика (SL) 0,32 мм. Голова длиннее своей ширины (CI = 0,78). Глаза относительно мелкие. Тело узкое, ноги короткие. Стебелёк между грудкой и брюшком состоит из двух узловидных члеников (петиоль и постпетиоль). Петиоль короткий и широкий.
Предположительно жили в полостях живых деревьев и кустарников различных растений, с которыми сходные современные виды находятся во взаимовыгодных отношениях.

## Систематика
Вид был впервые описан в 1992 году американским мирмекологом Филипом Уардом (Philip S. Ward; Department of Entomology, University of California Davis, Калифорния, США) на основании рабочего муравья и самца из доминиканского миоценового янтаря. Самый крупный вид среди всех видов рода из доминиканского янтаря.